# Robert Paul
Robert Paul, född 2 juni 1937 i Toronto, död 19 december 2024, var en kanadensisk konståkare.
Paul blev olympisk guldmedaljör i konståkning vid vinterspelen 1960 i Squaw Valley.